# Гора Карпинского (Урал)
Гора́ Карпи́нского — вторая по высоте (после горы Народная) вершина (1803 м) Урала. Относится к Приполярному Уралу. Открыта геологом А. Н. Алешковым в 1927 году во время экспедиции на Северный Урал. Названа в честь выдающегося русского геолога Александра Петровича Карпинского.
Является частью Исследовательского хребта, лежит на границе между Республикой Коми и Ханты-Мансийским автономным округом — Югрой. Отделена от горы Народная рекой Народой.
Вершина горы представляет собой обширное снежное плато. Сложена из кварцитов и сланцев. Горные склоны покрыты преимущественно тундрой, в предгорьях имеются хвойные леса.